# 櫻井設雄
櫻井 設雄（さくらい せつお、1939年（昭和14年） - 2011年（平成23年）11月23日）は、日本の宗教家。世界基督教統一神霊協会の日本統一教会第5代会長。

## 生涯
1966年（昭和41年）、世界基督教統一神霊協会へ入教。
1969年（昭和44年）5月1日、統一教会本部で22組の男女が文鮮明・韓鶴子夫妻から祝福を受けて合同結婚した。このときに櫻井は小河原節子と結ばれた。
1971年（昭和46年）に十字軍第一団長、1973年（昭和48年）に東京第1地区地区長、1980年（昭和55年）に本部伝道局長、1992年（平成4年）に本部事務局本部長、1993年（平成5年）に群馬教区教区長・本部会長秘書室室長・南東京教区長・千葉地区長にそれぞれ就任。
1995年（平成7年）6月7日、世界基督教統一神霊協会日本教会の第5代会長に就任。1996年（平成8年）、同会長を退任。同年、トルコ国家メシヤに就任。1999年（平成11年）に南北米福地開発協会副会長に就任。
2011年（平成23年）11月23日、死去。72歳没。

## 親族
2016年（平成28年）2月、長男の櫻井正上が教団の家庭教育局副局長に就任。さらに同年6月、正上は、次世代の結婚問題を取り扱う「二世圏祝福推進委員会」の委員長に就任した。しかし要職につくことで教団の実態を知り、同年から2017年（平成29年）にかけて「教団本部は毎月20億円以上の献金を信者に求める目標を掲げていた」と証言し、運営方針に異を唱える文書を公表した。
2017年（平成29年）5月、妻の節子が、放逐された文鮮明の三男の文顕進とともに歩むとして、退会届を出した。同年10月、正上は役職を解任され、節子と同様に退会した。同年12月2日、文顕進は共同創設者として「家庭平和協会」（Family Peace Association）を設立した。